# Omicidi di Anna e Olivia Zimmerman
L'omicidio di Anna e Olivia Zimmermann è un caso di cronaca nera che ha visto vittima le sorelle Anna e Olivia Zimmermann de Zárate, rispettivamente di uno e sei anni, scomparse ed assassinate il 27 aprile 2021. L'esecutore dell'omicidio fu il padre delle bambine, Tomás Antonio Gimeno Casañas, che si suicidò presumibilmente la mattina del 28 aprile
Il successivo 10 giugno, il corpo senza vita di Olivia è stato ritrovato sul fondo del mare delle Isole Canarie, a 1 km in profondità con l'aiuto del sonar. Il caso ha assunto una grande rilevanza mediatica sulla società e sui media spagnoli. I corpi di Anna e Gimeno non sono mai stati ritrovati, ma si presume siano morti.

## Gli omicidi
Le ragazze, nate come Anna e Olivia Gimeno Zimmermann, erano due sorelle rispettivamente di uno e sei anni e figlie di Tomás Antonio Gimeno Casañas e Beatriz Zimmermann de Zárate che sono state rapite dal padre la notte del 27 aprile 2021, quando avrebbe dovuto portarle alla madre. Tomás Gimeno portò inizialmente le due bambine a casa dei nonni paterni a Santa Cruz de Tenerife.
Gimeno chiamò quindi la Zimmerman per comunicarle che sarebbe uscito a cena con le bambine, il che si rivelò poi una scusa per avere più tempo per compiere il crimine. Anna e Olivia sarebbero state assassinate pochi minuti dopo questa telefonata a casa di Gimeno nella città di Igueste de Candelaria. Portò quindi i cadaveri delle figlie nella macchina e si fermò a casa dei suoi genitori senza che se ne accorgessero. Quella notte, Tomás si è poi recato a Puerto Marina de Tenerife, dove verso le 21:30 scaricò diverse borse sportive sulla sua barca. Avrebbe quindi lasciato il porto intorno a mezzanotte e mezza. In precedenza, aveva chiamato la madre delle ragazze Beatriz, minacciando che non avrebbe mai più rivisto né le ragazze né lui.

## Le ricerche
La barca di Tomás Gimeno è apparsa la mattina dopo, il 28 aprile, galleggiante e senza ancora, vicino a Puertito de Güímar. Successivamente, il 29 aprile, è stato trovato galleggiante un seggiolino per bambini per veicoli appartenente a una delle bambine, e fu riferito che il giorno prima erano stati trovati resti insanguinati nella barca di Gimeno. È stata quindi aperta un'indagine, considerata una delle più complesse che abbia dovuto affrontare l'Unità operativa centrale (UCO) della Guardia civil, intervenuta anche nella risoluzione dei casi di Diana Quer, di Asunta Basterra e di Gabriel Cruz. Il 30 aprile 2021 è stata perquisita a casa di Tomás Gimeno nel comune di Igueste de Candelaria, perquisizione che è continuata nei giorni successivi.
La nave Ángeles Alvariño, dell'Istituto spagnolo di oceanografia, si è unita alla ricerca il 29 maggio 2021. La nave trovò una bombola di ossigeno e un copripiumino di proprietà del padre delle ragazze sott'acqua l'8 giugno, questo fatto confermò la sua presenza nelle acque delle Canarie almeno fino al 15 giugno.
Infine, alla fine di giugno, è stato riferito che la nave oceanografica Ángeles Alvariño aveva terminato la ricerca dei corpi di Anna e di suo padre dopo un mese di ricerca. Il rapporto tecnico della Guardia Civil ha concluso che il gran numero di canaloni e anfratti sottomarini rendeva difficile l'esplorazione.

### Ritrovamento del corpo di Olivia
Dopo 45 giorni, il 10 giugno 2021, una borsa appesantita da un'ancora contenente i resti di Olivia, la maggiore delle due, è apparsa a 1000 metri di profondità sul fondo del mare e a tre miglia dalla costa. Il corpo della ragazza scomparsa è stato scoperto al largo della capitale dell'isola, Santa Cruz de Tenerife, vicino all'Auditorio di Tenerife.
Dopo il ritrovamento, la salma è stata trasferita all'Istituto Anatomico Forense di Tenerife per l'autopsia. Il giorno seguente, il test delle impronte digitali ha confermato che si trattava del corpo di Olivia.
Dopo la scoperta del corpo di Olivia, Beatriz Zimmermann ha espresso il desiderio di rimuovere il cognome paterno dai nomi delle figlie, cancellando così ogni legame che possa farvi riferimento, lasciando nomi come Olivia e Anna Zimmermann de Zárate. Il 13 giugno Beatriz ha pubblicato una lettera di ringraziamento per il sostegno ricevuto.

## Reazioni
La vicenda è stata oggetto di una grande copertura mediatica che ha travalicato i confini della Spagna. Telegiornali e giornali di vari paesi in America Latina, Regno Unito, Italia, Portogallo, Germania e Australia hanno fatto eco al caso.

### Politica
Diversi politici e ministri hanno espresso le loro condoglianze alla madre delle ragazze, tra cui: il primo ministro spagnolo, Pedro Sánchez; il Ministro della Parità, Irene Montero; il presidente del Partito popolare, Pablo Casado, il Presidente delle Isole Canarie, Ángel Víctor Torres, e il presidente dei Cittadini, Inés Arrimadas.
La Regina Letizia di Spagna ha espresso la sua condanna il giorno dopo il ritrovamento del corpo di Olivia, durante la chiusura del forum Santander Womennow 2021.

### Cultura, musica e sport
Attraverso i social media, diverse personalità del mondo della cultura, della musica e dello sport hanno espresso la loro condanna dell'evento, come Paz Vega, Alejandro Sanz, Pastora Soler, Rudy Fernández, María Castro, Santiago Segura, Antonio Banderas, Marta Sánchez, Blas Cantó, Carlos Baute, Edurne, Malú, Rozalén, Álex García, Sergio Rodríguez, Raquel del Rosario e Paula Echevarría.

### Opinione pubblica
A seguito del ritrovamento del corpo di Olivia, manifestazioni, comizi, minuti di silenzio e atti pubblici di condanna dell'atto hanno avuto luogo maggior parte dei comuni spagnoli, distinguendosi nelle grandi città e nei capoluoghi di provincia, come Madrid, Barcellona, Valencia, Granada, Toledo, Murcia, Cartagena, Lorca, Palma de Mallorca, Siviglia, Málaga, San Sebastián, Valladolid, Santiago de Compostela, Bilbao, Salamanca e la stessa Santa Cruz de Tenerife, sulle cui coste apparve il cadavere della più grande delle sorelle, tra le tante città.

## Omaggi
Il 18 ottobre 2022 è stata inaugurata una statua in bronzo in omaggio ad Anna e Olivia, situata nel parco per bambini La Gesta del 25 luglio, accanto a Plaza de España nella città di Santa Cruz de Tenerife. Opera dello scultore basco di base a Tenerife, Julio Nieto, l'opera, nelle parole dell'autore: ― «è un disegno morbido che ci ricorda Anna e Olivia, la loro vita felice, quello sguardo tenero tra di loro, di complicità e fiducia». La scultura è stata donata dalla Fundación Diario de Avisos. Durante l'inaugurazione erano presenti la madre delle ragazze Beatriz Zimmermann e diverse autorità politiche.